# Anja Drnovšek
Anja Drnovšek, slovenska igralka; * 18. september 1988, Trbovlje, Slovenija.
Ana Drnovšek se je po končani gimnaziji v Litiji leta 2007 vpisala na AGRFT v Ljubljani, kjer je študirala dramsko igro in umetniško besedo. Študij je končala z vlogama v diplomskih uprizoritvah Lepotica in zver in Zavratne igre leta 2011. Po diplomi je kot gostja igrala v Slovenskem stalnem gledališču v Trstu (SSG Trst), novomeškem Anton Podbevšek Teatru, Gledališču ŠKUC in Mestnem gledališču ljubljanskem. Od sezone 2016/2017 je članica igralske zasedbe Gledališča Koper.
Nastopila je tudi v več filmih in televizijskih nadaljevankah. Med drugim je v vlogi Lidije nastopila v humoristični seriji Lepo je biti sosed, v epizodni vlogi je nastopila v nadaljevanki Čista desetka in v vlogi primarijke Rebeke v seriji Usodno vino.

## Zasebno
S partnerjem Dariom Nožićem Serinijem, ki je igralec in član skupine Matter, ima sina Marlona (* 2021). Junija 2025 so mediji poročali, da pričakuje drugega otroka.

## Filmografija

### Film
Ana Drnovšek je zaigrala v več celovečernih filmih:
- 2022: Pošvedrani klavir (vlogi Julije in Ksenije Hribar)
- 2021: Ameba (vloga Kim)
- 2021: Orkester (vloga Irene)
- 2021: Duhec (vloga učiteljice)
- 2012: Vandima (v vlogi Anite)[2]
- 2011: 1991 − Neizstreljeni naboj (v vlogi Mete)[2]

Poleg tega je nastopila v več kratkih filmih.

### Televizija
- 2023: Ja, Chef! (nastop v eni epizodi)[1]
- 2020–2021: Najini mostovi[7]
- 2019: Jezero (nastop v eni epizodi)[1]
- 2017–2019: Reka ljubezni[7]
- 2016: Takle mamo (nastop v eni epizodi)[1]
- 2016: Usodno vino[3][7]
- 2009−2010: Lepo je biti sosed (12 epizod, v vlogi Lidije)[1][4]

## Nagrade
- 2025: tantadruj za vlogo Olge v uprizoritvi Dnevi zavrženosti (Gledališče Koper)[2]
- 2023: nagrada veliki plan za ansambelsko igro v celovečernem filmu Orkester[2]
- 2011: akademijska nagrada zlatolaska za najboljšo glavno žensko vlogo za vlogo Angelike v Georgeu Dandinu Molièra (AGRFT, Ljubljana)[2]